# رالف شاندلير

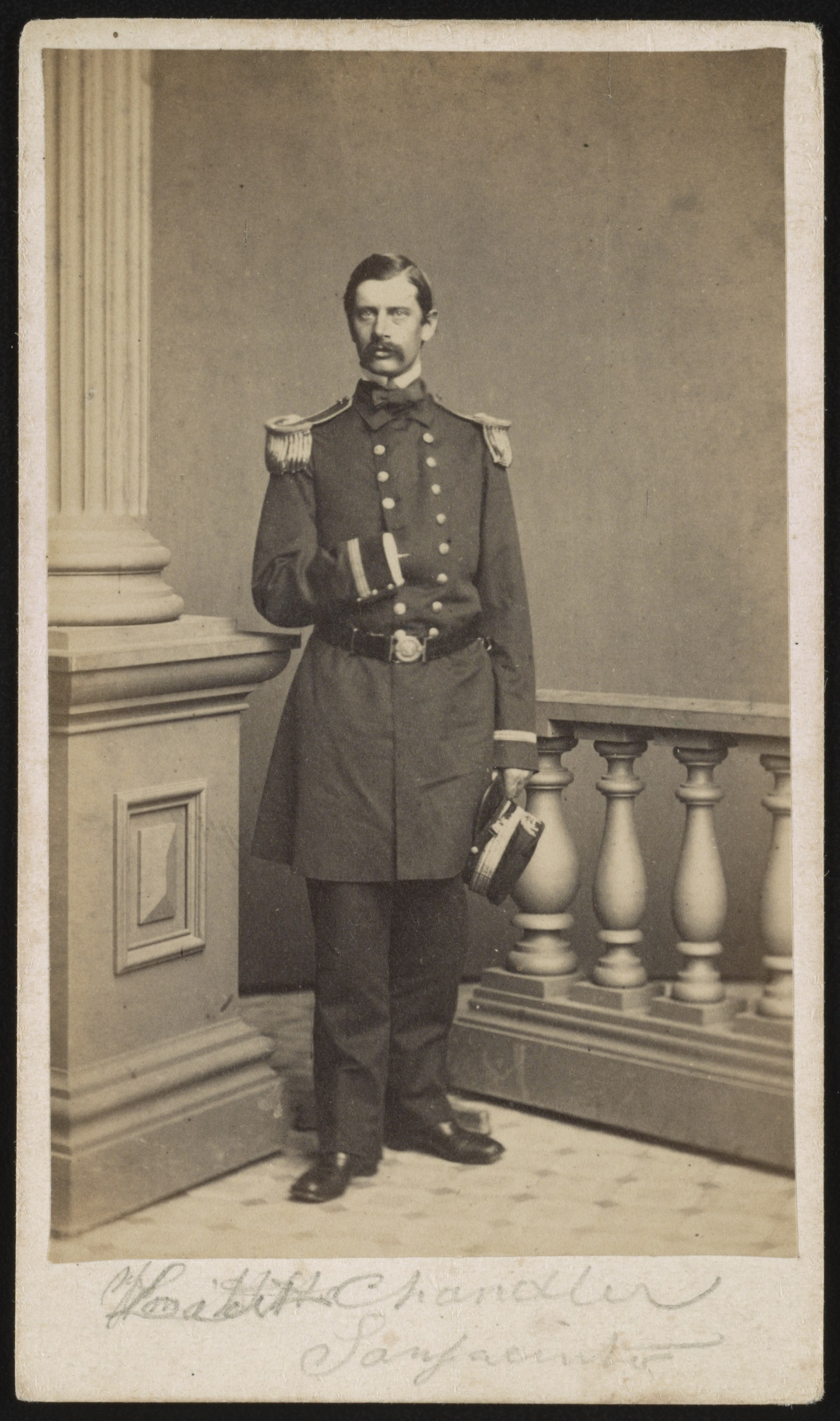
الملازم القائد رالف تشاندلر من البحرية الأمريكية بالزي الرسمي

رالف شاندلير (بالإنجليزية: Ralph Chandler) هو ضابط أمريكي، ولد في 23 أغسطس 1829 في باتافيا ‏ في الولايات المتحدة، وتوفي في 9 فبراير 1889 في هونغ كونغ في الصين بسبب سكتة.